# Mosteiro de Bardan
O Mosteiro de Bardan ou Gompa de Bardan é um mosteiro budista tibetano (gompa) da região do Zanskar, no território da união do Ladaque, noroeste da Índia. Foi fundado no século XVII e foi um dos primeiros mosteiros do ramo Drukpa da seita Kagyu no Zanskar.
Situa-se na cordilheira do Zanskar, numa escarpa com várias centenas de metros de altura na margem esquerda do rio Tsarap, um sub-afluente do rio Zanskar, a 3 630 metros de altitude, cerca de 12 km a sul-sudeste de Padum e 240 km a sudeste de Cargil (distâncias por estrada). Vários mosteiros menores na região estão sob a dependência do de Bardan; um deles é o de Sani. Por sua vez, o mosteiro de Bardan, embora tenha muita autonomia, depende do de Stakna.
Todo o mosteiro está organizado em volta de um grande Dukhang (sala de assembleia), o qual tem algumas estátuas de grandes dimensões de figuras budistas e várias pequenas estupas de barro, bronze, madeira e cobre. No andar superior há um pequeno templo dedicado a Maitreya, o Buda do futuro. Uma das atrações do mosteiro é uma roda de oração gigante, com cerca de 1,8 metros de altura. Em meados da década de 2010 viviam no mosteiro cerca de 50 monges. O festival Gertsa, organizado todos os anos pelo mosteiro no verão, 15.º dia do 4.º mês do calendário tibetano é um dos principais festivais do Zanskar.